# Nancy Hennings
Nancy Hennings (Stati Uniti d'America, ...) è una cantante e musicista statunitense, famosa per aver creato nel 1971 il primo album studio del genere musicale new Age, Tibetan Bells, insieme al musicista Henry Wolff.

## Carriera
Nel 1982, insieme allo stesso Wolff ed al batterista dei Grateful Dead, Mickey Hart, produsse l'album Yamantaka, dai suoni misteriosi. Negli anni contribuì anche alle altre pubblicazioni della serie di Tibetan Bells, intitolate rispettivamente Tibetan Bells II, Tibetan Bells III e The Bells of Sha'ng Shu'ng.

## Stile musicale
L'album Tibetan Bells non deve essere confuso con l'autentica musica tibetana, di cui è solo una variante occidentale in stile new Age che ne usa gli strumenti tradizionali. La musica tibetana tradizionale utilizza suoni e melodie particolarmente diversi, componendo con strumenti più svariati rispetto al metallofono utilizzato principalmente nella new Age occidentale. La particolarità dell'album Tibetan Bells, tuttavia, è che utilizza esclusivamente strumenti musicali acustici pur producendo suoni simili a quelli idealmente sintetizzati con strumenti elettronici. Questi ultimi sono invece stati realmente utilizzati nell'LP The Bells of Sha'ng Shu'ng, che tuttavia non ha avuto un successo di critica e pubblico paragonabile all'album iniziale.